# 松川 (白馬村)
松川（まつかわ）は、長野県北安曇郡白馬村を流れる姫川水系の河川。飛騨山脈の白馬連峰を源流とする。

## 歴史
- 1965年7月13日 - 集中豪雨により白馬村砂川地内の右岸堤防が160mに決壊。住宅など30棟が浸水[1]。

## 地理
長野県北安曇郡白馬村の西部の白馬連峰にある上流部は、白馬村二股地区にて北股入と南股入の二つの沢に分かれており、北股入は白馬岳、南股入は鑓ヶ岳、唐松岳などの山々に源を発する。これら白馬連峰の山々より大量の砂礫を運搬し、北城盆地において扇状地を形成、本流の姫川を盆地東端に追いやっている。氾濫原も広く、見た目も本流である姫川よりもはるかに広大である。
白馬大雪渓のある北股入は、白馬岳への登山コースとして有名である。

## 流域の自治体
長野県
北安曇郡白馬村

## 支流
- 北股入
- 南股入